# Faubourg de Boignard
Pour les articles homonymes, voir Boignard.
 (janvier 2022).
Si vous disposez d'ouvrages ou d'articles de référence ou si vous connaissez des sites web de qualité traitant du thème abordé ici, merci de compléter l'article en donnant les références utiles à sa vérifiabilité et en les liant à la section « Notes et références ».
 (janvier 2022).
Faubourg de Boignard est un groupe de folk rock progressif français.

## Historique

### Années 1980–1990
Le groupe est né d'une rencontre dans les années 1980 entre Raphaël Thiéry (cornemuse, voix) et Christophe Raillard (accordéon diatonique, claviers).

#### Années 1980: Débuts du groupe et premier enregistrement (1987)
En mai-juin 1987, Raphaël Thiéry, Christophe Raillard et Éric Raillard (le frère de Christophe) à la vielle à roue enregistrent le premier opus de Faubourg de Boignard intitulé La Femme à deux maris qui paraît en K7 audio (réf. : FAV87). Ce premier enregistrement donne déjà le ton, la couleur, le son de Faubourg.

#### 1990–1994: arrivée de nouveaux membres (1990 puis 1994)
Début 1990, Didier Gris (violon, mandoline, bouzouki), musicien de Besançon, se joindra à la formation. C'est en 1994 que Faubourg prend réellement sa forme avec l'arrivée de Thierry Clément (batterie) et Gilles Sommet (guitare basse), tous deux musiciens de la région de Saulieu (Côte-d'Or). Eric, lui, est parti vers d'autres horizons musicaux...

#### 1995–1999: Les années Boucherie Productions: les 2 premiers albums
À la suite d'une rencontre entre Raphaël Thiéry et François Hadji-Lazaro (musicien passionné d'instruments de musique en tous genres, comme il l'a prouvé dans les Garçons Bouchers ou encore Pigalle, en 1995, Faubourg de Boignard signe son premier album chez Boucherie Productions, La Ravine, sur le label Acousteak. La Ravine sera l'album qui fera découvrir au public et aux médias, le son et le style de Faubourg. Un style inventif qui lui est propre. Les compositions d'inspirations traditionnelles, les textes contés par Raphaël ainsi que la couleur des arrangements font de cet album enregistré au studio de l'Hacienda à Tarare une réussite. Les radios diffusent le disque, les critiques sont bonnes. De nombreux concerts ont lieu à travers la France, l'Espagne, l'Allemagne et la Belgique.
En 1998 sort le deuxième album Terra Gallica, à nouveau chez Boucherie Productions. Il a été réalisé au studio Christian Maës à Besançon (Doubs). Un mois d'enregistrement offre l'avantage aux musiciens d'avoir du temps pour réaliser ces 12 titres. Certains morceaux ont été créés sur place, d'autres réarrangés. L'apport des samples de couleurs orientales et autres percussions font que ce disque est riche en rencontres éclectiques. Fab et Jean-cy, deux musiciens du groupe Les Infidèles, sont à l'origine de ces couleurs orientales et ethniques sur certains titres comme Faubourg de Barbès ou Allergie (à la mort de Matoub Lounès, ce morceau lui sera dédié à chaque concert). Ils ont collaboré étroitement à la réalisation de l'album et ont introduit les samples dans la musique de Faubourg. Max Di-Napoli accompagne quelques titres aux percussions.
L'album est bien perçu par le public, plus festif, plus mature. Cette année-là, Bernard Montrichard (guitares électriques, midi et acoustiques) de Besançon rejoindra la formation sur scène. Suivront des tournées dans des salles plus importantes en France et en Europe. Les critiques sont excellentes, Terra Gallica sera classé album du mois par le magazine "Rock Style". En 1999, la collaboration avec Boucherie Production prend fin.

### Années 2000

#### 2000:La raison des autres
En 2000, plutôt que de se lancer dans la production d'un nouvel album studio, Faubourg de Boignard se contente de publier un EP de 4 nouveaux titres intitulé La raison des autres.

#### 2001–2003: Tournées internationales
Début 2000, le groupe enregistre chez Polygamme Music un album 4 titres - La raison des autres - et recherche un nouveau distributeur... en attendant le prochain album.
En janvier 2001, Faubourg réalise une tournée en Afrique Australe en partenariat avec L'AFAA (Agence Française d'Actions Artistiques). La découverte et l'échange avec d'autres cultures enrichissent encore davantage le parcours du groupe. De retour en France, Faubourg se produit le 9 juin 2001 dans son fief à Saulieu (Côte-d'Or) dans le Morvan en accueillant sur scène l'artiste malgache Rajery dont il avait fait la connaissance à Madagascar pendant la tournée africaine.
Début 2003, Gilles et Didier décident de poursuivre leur expérience irlandaise avec "Blackwater". Julien Barbance et Franck Menegazzo rejoignent "Faubourg" sur la route de l’Asie.
Après la tournée en Asie, au printemps 2003, Faubourg de Boignard se sépare.

#### 2003–2006: Hiatus
Faubourg de Boignard connaît un hiatus de plus de 3 ans.

#### 2006–2007: Reformation et retour à l'écriture et à la scène
Septembre 2006 : Raphaël Thiery, Christophe Raillard et Didier Gris décident de reprendre l'aventure. Après trois répétitions, une dizaine de nouveaux morceaux sont créés. Un concert est donné le 14 octobre 2006 au Creux-des-Rayes (salle de concert associative aménagée dans une belle grange morvandelle) à Saint-Martin-de-la-Mer (Côte-d'Or), village voisin de Saulieu.
Accompagné du vielleux Patrick Bouffard, le groupe joue au cœur du Morvan le 16 août 2007 à l'occasion du 30e anniversaire de la célèbre fête de la vielle d'Anost (Saône-et-Loire). Bien avant la sortie du nouvel album (qui n'aura lieu qu'un an plus tard en 2008), le trio ethno-rock y interprète ses nouvelles compositions ("Petite musique de chanvre"...)  et reprend les titres qui ont fait son succès ("La Ravine", "Terra Gallica"...)

#### 2008–2009: Nouvel album et nouveaux concerts
En juin 2008 paraît enfin La Marche de l'ampleur, premier album studio du groupe depuis Terra Gallica (sorti dix ans plus tôt !) : ce nouvel opus compte 11 titres dont une majorité de titres instrumentaux composés par le groupe désormais réduit au trio Thiéry / Raillard / Gris.
Le jeudi 17 juillet 2008, le trio se produit à Etang-sur-Arroux (Saône-et-Loire) dans le cadre du festival Tuyaux & Vieilles Dentelles d'Autun.
Le samedi 4 octobre 2008 en soirée à l'Espace Jean Bertin, le groupe est à nouveau à l'honneur dans le village qui l'a vu naître : à Saulieu dans le Morvan. Au cours d'un mémorable concert de retrouvailles, il y interprète l'intégralité de son dernier opus La Marche de l'ampleur et, en rappel, 2 reprises de l'album précédent, les désormais classiques "Terra Gallica" et "Faubourg de Barbès". Le concert est suivi d'un bal animé par deux groupes traditionnels locaux, le trio Re-Fût-de-Chêne (cornemuse - guitare - accordéon) et le duo Les Pimprenelles Sisters (violon - accordéon).
Le samedi 14 février 2009, le groupe se produit à nouveau dans le Morvan cette fois à Lormes (58) (Salle Culturelle). Ce concert (initialement prévu le 20 décembre 2008 puis annulé) est suivi d’un bal traditionnel animé par le trio Lagrange–Rutkowski–Hervé.
Le 2 mai 2009, Faubourg de boignard donne un concert à Vitteaux.
Le 20 août 2009, le groupe joue en ouverture de la 32e fête de la vielle d'Anost dans le Morvan (Saône-et-Loire) dont il est la tête d'affiche. Il y interprète à nouveau l'intégralité de l'album La Marche de l'ampleur et, en rappel, 2 reprises de l'album précédent ("Terra Gallica" et "Faubourg de Barbès") ainsi que le traditionnel morvandiau "Adieu les filles".

### 2010–2012: moindre présence scénique et separation
Le 15 août 2011, Faubourg de Boignard se produit à la fête de l'accordéon à Luzy : le concert prévu à 21h à la salle des fêtes de Luzy est suivi d'un bal jusqu'à 1h.
Le 15 août 2012, le groupe assure l'ouverture de la 35e fête de la vielle d'Anost.
Depuis lors, le groupe n'a plus fait parler de lui, ce qui laisse à penser qu'il s'est à nouveau séparé.

## Discographie

### Albums studio
- 1987 : La Femme à deux maris (réf. : FAV87) (K7)
- 1995 : La Ravine (éd. Boucherie Productions, réf. : BP9231.mélodie) (CD)
- 1998 : Terra Gallica (éd. Boucherie Productions, réf. : BP 9242 Scalen) (CD)
- 2008 : La Marche de l'ampleur (réf. : FDB4) (CD)

### EPs
- 2000 : La raison des autres (éd. Polygamme Music, réf. : P 002) EP (CD 4 titres)